# Смоляной камень
Смоляно́й ка́мень, называемый также Пехште́йн — разновидность вулканического стекла.

## Общие сведения
Имея вулканическое происхождение, смоляной камень образуется при быстром застывании лавы, то есть в местах быстрого падения её температуры, например в краевых частях лавовых потоков. В его строении можно проследить признаки структуры течения. В зависимости от включений различают липаритовые, трахитовые, диабазовые и фонолитовые смоляные камни.

## Физические свойства
Смоляной камень, как следует из названия, обладает характерным смоляным жирным блеском. Его окраска, в зависимости от примесей, чёрная, тёмно-зелёная, красновато-бурая, жёлто-коричневая или тёмно-коричневая. Плотность — 2400—2500 кг/м3. Коэффициент Пуассона — 0,1—0,2. Теплопроводность — 1,7—3,1 Вт/(м·К).
Камень похож на обсидиан, но определяется Международным союзом геологических наук как имеющий более высокое содержание воды.

## Состав
По составу смоляной камень — глубоко гидратированное кислое вулканические стекло. Содержит в своей массе от 4 до 10 % структурной воды. Содержит микролиты и может содержать отдельные вкрапленники кварца, полевого шпата, биотита.

## Использование
Смоляной камень находит некоторое употребление в производстве бижутерии. Из его прозрачных и с красивым цветом образцов изготавливают украшения.
В промышленности камень используют для получения вспученного перлита. Для этого его частично обезвоживают и быстро нагревают до 1100—1150 °С. Насыпна́я плотность вспученного продукта 350—600 кг/м3. Также его используют вместе с цеолитами для получения гидравлических добавок в цемент.